# Sentier de grande randonnée 40
Le GR 40, appelé « Tour des volcans du Velay » consiste en une boucle de 182 kilomètres autour du Puy-en-Velay dans le département de la Haute-Loire et dans le Velay historique.
Créé en 1971, il était initialement nommé « Tour du Velay ».

## Tracé
Le GR 40 passe par les communes suivantes :
- Vorey,
- Saint-Geneys-près-Saint-Paulien,
- Céaux-d'Allègre,
- Allègre,
- Vazeilles-Limandre,
- Siaugues Sainte-Marie,
- Le Vernet,
- Le Bouchet Saint-Nicolas,
- Alleyrac,
- Présailles,
- Freycenet-la-Cuche,
- Les Estables,
- Saint-Front,
- Queyrières,
- Le Pertuis,
- Mézères.